# Rivière Dasserat
Pour les articles homonymes, voir Dasserat.
La rivière Dasserat est un affluent du lac Dasserat, coulant dans le territoire de la ville de Rouyn-Noranda, dans la région administrative de l’Abitibi-Témiscamingue, au Québec, au Canada.
La rivière Dasserat coule entièrement en territoire forestier. La foresterie constitue la principale activité économique de ce bassin versant.
Annuellement, la surface de la rivière est habituellement gelée de la mi-novembre à la mi-avril, toutefois la circulation sécuritaire sur la glace se fait généralement de la mi-décembre à la fin mars.

## Géographie
La rivière Dasserat prend sa source à l’embouchure du lac Labyrinthe (longueur : 6,4 m ; largeur : 5,3 m ; altitude : 275 m) dans le territoire de la ville de Rouyn-Noranda. Ce lac s’approvisionne de Wawagoshe Creek (venant du sud-ouest) et de la décharge du Lac Maron (venant du sud-est).
Les principaux bassins versants voisins de la rivière Dasserat sont :
- côté nord : Pontiac Creek, ruisseau Clarice, rivière Kanasuta, ruisseau Dumesnil, lac Duparquet ;
- côté est : lac Dasserat, lac Arnoux, rivière Kinojévis, lac Pelletier, lac Beauchastel ;
- côté sud : Larder Lake, lac Opasatica, rivière Granville ;
- côté ouest : Sunrise Creek, rivière Little Misema, Wawagoshe Creek.

À partir de sa source, la rivière Dasserat coule sur 5,0 km vers l’est, jusqu’à son embouchure.
La rivière Dasserat se décharge sur la rive sud de la partie nord-ouest du lac Dasserat. De là, le courant traverse le lac Dasserat vers l'ouest en contournant les deux presqu’îles dont l’une s’avance vers l'est et l’autre vers l'ouest, à l’entrée d’une baie menant à l’embouchure du lac. Le lac Dasserat se déverse au fond d’une baie laquelle constitue une extension de 1,8 km vers le nord du lac Dasserat.
L’embouchure de la rivière Dasserat est localisée à :
- 6,6 km au sud-est de l’embouchure du lac Dasserat ;
- 42,6 km au sud de l’embouchure de la rivière Duparquet qui se déverse dans le Lac Abitibi ;
- 4,9 km à l'est de la frontière de l’Ontario ;
- 78,1 km au sud-est de l’embouchure du Lac Abitibi (en Ontario) ;
- 32,0 km au sud-est du centre-ville de Rouyn-Noranda.

À partir de l’embouchure de la rivière Dasserat, le courant traverse sur 7,1 km le lac Dasserat, vers le nord en traversant le lac Dasserat. À l’embouchure de ce lac, le courant prend le cours de la rivière Kanasuta vers le nord, jusqu’à la rive sud du lac Duparquet. De là, le courant traverse le lac Duparquet vers le nord jusqu’à emprunter le cours de la rivière Duparquet laquelle se déverse sur la rive sud du lac Abitibi. Puis le courant emprunte le cours de la rivière Abitibi, puis de la rivière Moose.

## Toponymie
Le toponyme rivière Dasserat a été officialisé le 5 décembre 1968 à la Commission de toponymie du Québec, soit lors de la création de cette commission.